# Saint-Élophe
Pour les articles homonymes, voir Élophe.
Saint-Élophe est une ancienne commune française du  département des Vosges en région Grand Est. Elle est rattachée à celle de Soulosse en 1964 pour former la commune de Soulosse-sous-Saint-Élophe.

## Géographie
Le hameau de Rebauvoy faisait partie de la commune.

## Toponymie
Mentions anciennes : Solimariaca (iiie siècle), Ad Sanctum Elophum (974), Falco de Sancto Elophio (1127), Theodoricus de Sancto Elipho (1179), Th. de Sancto Elisio (1184), Bartholomœus de Sancto Eliffio et Theodoricus de Sancto Elifio (xiie siècle), Tierricus de Saintealaphe (avant 1207), De Sancto Elyphio (1209), Theodericus de Sancto Elyphio (1210), T. de Saient Alefe (1260), Sainct Alaphe (1262), Sainct Elophe (1328), Perrins de Saint Orofle et Hanris de Saint Orofles (1348), Sainct Elofe (1538), Sainct Alophe (1594).
Le nom du lieu est un hagiotoponyme qui fait référence à Saint Élophe, qui a donné son nom à ce village et dont le moine Rupert a écrit la vie au commencement du XIIe siècle, fut martyrisé le 16 octobre 362 sur le bord de la rivière du Vair, au-dessous de Soulosse. Les chrétiens de ce lieu ensevelirent son corps sur le sommet de la colline qui a depuis porté son nom et y érigèrent, en l'honneur du saint martyr, une petite chapelle qui selon toute apparence fut, ainsi que Soulosse, renversée par les Huns et les Vandales dans les premières années du Ve siècle. Au XIIe siècle, les évêques de Toul firent élever, à l'endroit où saint Élophe avait souffert le martyre, une vaste église dont seule la tour subsiste au XIXe siècle.

## Histoire
L'identification très plausible de Solimariaca, station de la voie romaine de Langres à Toul, avec Saint-Élophe a été proposée par M. Charles Bruneau dans un mémoire intitulé : Solimariaca, Solicia, Soulosse. Ainsi que l'affirmait, rejetant une opinion très accréditée, le rapport lu par Auguste Longnon le 30 mai 1877 à la Commission de topographie des Gaules, « Solimariaca n'est pas Soulosse », Solimariaca n'ayant pu donner dans la région que « quelque chose comme Soumerey » et Soulosse répondant à Solicia, qu'on lit dans un texte épigraphique de 252. D'après Longnon Solimariaca « devait être située un peu au sud de Neufchâteau et en face de Rebeuville » ; en faveur de ce sentiment, fondé sur d'hypothétiques corrections à l'Itinéraire d'Antonin et à la Table de Peutinger ainsi que sur l'existence à Rebeuville d'une inscription romaine, on pourrait alléguer par surcroît que le territoire de Rebeuville comprend un lieu-dit « le Val-de-Sermez ».
Par contre on ne saurait tenir pour négligeable le fait que les inscriptions rapportées ci-dessus proviennent de Soulosse. Comme l'observe judicieusement M. Bruneau, « les pierres qui nous les ont conservées avaient été utilisées comme moellons ; elles ont été retrouvées dans les murs de l'ancienne forteresse et dans la maçonnerie d'un pont sur le Vair ; il n'y a donc aucune vraisemblance que ces pierres aient été transportées d'ailleurs » et notamment, pourrait-on ajouter, de Rebeuville, que huit kilomètres séparent de Soulosse à vol d'oiseau. C'est dans le voisinage immédiat de cette dernière localité que doit être cherché l'emplacement de Solimariaca. Le choix de Saint-Élophe paraît tout indiqué ; à considérer qu'un peu partout d'antiques toponymes ont été remplacés par des vocables empruntés à l'hagiographie locale, il est en droit de conjecturer que la mémoire de saint Élophe, martyrisé au bord du Vair, fut honorée de la sorte sur cet emplacement.
Saint-Élophe est érigé en comté par arrêt du conseil d'État du 10 juin 1757 et lettres patentes de Stanislas du 21 juillet suivant, en faveur d'Antoine, comte de Gondrecourt.
Le 1er juillet 1964, la commune de Saint-Élophe est rattachée sous le régime de la fusion simple à celle de Soulosse qui devient Soulosse-sous-Saint-Élophe.

## Démographie
| 1710 | 1793 | 1800 | 1806 | 1821 | 1831 |
| ---- | ---- | ---- | ---- | ---- | ---- |
| 15   | 83   | 79   | 76   | 81   | 94   |

| 1836 | 1841 | 1846 | 1856 | 1861 | 1866 |
| ---- | ---- | ---- | ---- | ---- | ---- |
| 122  | 131  | 108  | 102  | 127  | 104  |

| 1876 | 1881 | 1886 | 1891 | 1896 | 1901 |
| ---- | ---- | ---- | ---- | ---- | ---- |
| 129  | 108  | 125  | 90   | 90   | 76   |

| 1906 | 1911 | 1921 | 1926 | 1931 | 1936 |
| ---- | ---- | ---- | ---- | ---- | ---- |
| 66   | 74   | 67   | 72   | 54   | 65   |

| 1946 | 1954 | 1962 | - | - | - |
| ---- | ---- | ---- | - | - | - |
| 71   | 71   | 60   | - | - | - |

## Lieux et monuments
- Église Saint-Élophe, reconstruite par les habitants aux XVIe et XVIIe siècles[1]
- L'église renferme plusieurs pierres tombales avec des inscriptions, la plus ancienne est de 1560[1]. Il y a aussi un ancien tableau peint à l'huile sur le mur représentant Julien à cheval, à la tête de son armée[1]
- Au-dessous de l'église, près de la rivière, était une petite chapelle située à l'endroit où Saint Elophe souffrit, dit-on, le martyre[1]
- Une statue de saint Élophe, ayant été mutilée par les Suédois, fut placée au fond d'une crevasse de rocher à peu de distance de l'église[1]
- Les reliques de saint Élophe ont été transportées en grande partie à Cologne en 960 ; ce qui l'en restait fut enfermé dans une châsse que les protestants d'Allemagne pillèrent en 1587 et que les Suédois achevèrent de dépouiller en 1633[1]
- À environ 50 mètres de l'église, est une source très abondante, qui jaillit d'un rocher pour retomber dans un bassin recouvert d'une voute en pierre, qui paraît dater du XVIIIe siècle et à laquelle des pèlerins viennent y boire dans l'espérance d'obtenir la guérison de leurs maux[1]